# Sempronia de coloniis
La lex Sempronia de coloniis va ser una antiga llei romana proposada pel tribú de la plebs Gai Semproni Grac l'any 123 aC que ordenava la creació de colònies fora d'Itàlia.